# Michał Jarmicki
Michał Jarmicki, (ur. 10 września 1967 roku w Łodzi) – polski aktor telewizyjny, teatralny i filmowy.

## Życiorys
Absolwent Państwowej Wyższej Szkoły Filmowej, Telewizyjnej i Teatralnej im. Leona Schillera w Łodzi w 1994 roku.
Na szklanym ekranie zadebiutował rolami w Teatrze Telewizji. Zagrał także w serialach i filmach, np. jako kelner w serialu Wszystkie pieniądze świata (1999) oraz jako bunjiboy w filmie Fuks (1999).

## Filmografia
- 1997–1999: Klan jako monter
- 1998: Złotopolscy jako Kowalik
- 1999: Policjanci jako policjant
- 1999: Fuks jako bunjiboy
- 1999: Wszystkie pieniądze świata jako kelner
- 1999: Palce lizać jako Maślakowski
- 2000: Lokatorzy jako kolega Miecia
- 2001: Tam i z powrotem jako pasażer ciężarówki
- 2001: Przeprowadzki jako Halicki
- 2001, 2014: Na dobre i na złe jako 2 role: jako starosta Dobrosz oraz jako Stefan Romacha
- 2003: Na Wspólnej jako mechanik Irek
- 2004: Pierwsza miłość jako Staniszewski
- 2004: Kryminalni jako policjant
- 2005: Niania jako Święty Mikołaj
- 2007: Mamuśki jako teść Januszka
- 2008: To nie tak, jak myślisz, kotku jako wspólnik Bogusia
- 2011: Cudowne lato
- 2011: Pokaż, kotku, co masz w środku jako policjant
- 2012: Lekarze jako gruby pacjent
- 2013: Prawo Agaty jako taksówkarz
- 2013: Podejrzani zakochani jako kucharz
- 2014, 2018: Komisarz Alex jako 2 role: jako policjant oraz jako Niedzielny
- 2016: Strażacy jako elektryk
- 2016: Planeta singli jako sąsiad
- 2016, 2018: O mnie się nie martw jako 2 role: jako mężczyzna oraz jako Tytus
- 2018: Ojciec Mateusz jako rolnik
- 2018: Kler jako ks. Marian
- 2019: 39 i pół tygodnia jako wędkarz
- 2020: Sala samobójców. Hejter jako pan Kazio
- 2020: W rytmie serca jako Zbyszek